# Campeonato de Francia de Rugby 15 1974-75
El Campeonato de Francia de Rugby 15 1974-75 fue la 76.ª edición del Campeonato francés de rugby.
El campeón del torneo fue el equipo de AS Béziers quienes obtuvieron su quinto campeonato.

## Desarrollo

### Segunda Fase
| - Béziers - Touloun - Saint-Jean-de-Luz - Saint-Girons - Chambéry - Castres - Cahors - Gaillac - Narbonne - Racing - Lourdes - Valence - Montauban - Le Creusot - Saint-Médard - Grenoble | - Brive - Bègles - Vichy - Mont-de-Marsan - Marmande - Auch - Mazamet - RC Dijon - Montferrand - Pau - US Bressane - Lavelanet - Oloron - Angoulême - Tyrosse - SBUC |

| - RRC Nice - Lyon OU - Stade Bagnérais - Avignon Saint-Saturnin - Biarritz - Graulhet - Carmaux - Châteaurenard | - Stadoceste - Aurillac - Bayonne - Montchanin - Périgueux - Saint-Claude - Albi - Oyonnax |

| - La Voulte - Perpignan - Mérignac - La Rochelle - Bourgoin-Jallieu - Stade Beaumontois - Bergerac - US Salles | - Agen - Dax - Toulouse - Romans - Tulle - Boucau - Castelsarrasin - Quillan |

### Dieciseisavos de final
| 1975 | Béziers | 25 - 6 | Saint-Girons |  |  |

| 1975 | Toulon | 16 - 9 | Toulouse |  |  |

| 1975 | Stadoceste | 19 - 15 | Romans |  |  |

| 1975 | Pau | 20 - 4 | Saint-Jean-de-Luz |  |  |

| 1975 | Montferrand | 14 - 6 | La Rochelle |  |  |

| 1975 | Racing | 40 - 0 | Mont-de-Marsan |  |  |

| 1975 | Avignon Saint-Saturnin | 15 - 6 | RRC Nice |  |  |

| 1975 | Aurillac | 20 - 6 | Bayonne |  |  |

| 1975 | Brive | 4 - 0 | Montchanin |  |  |

| 1975 | Stade Bagnérais | 9 - 3 | Bègles |  |  |

| 1975 | Lourdes | 19 - 10 | La Voulte |  |  |

| 1975 | Dax | 10 - 6 | US Bressane |  |  |

| 1975 | Narbonne | 9 - 3 | Lavelanet |  |  |

| 1975 | Lyon | 21 - 4 | Valence |  |  |

| 1975 | Agen | 17 - 9 | Vichy |  |  |

| 1975 | Perpignan | 19 - 0 | Mérignac |  |  |

### Octavos de final
| 1975 | Béziers | 13 - 7 | Toulon |  |  |

| 1975 | Stadoceste | 11 - 3 | Pau |  |  |

| 1975 | Racing | 7 - 4 | Montferrand |  |  |

| 1975 | Avignon Saint-Saturnin | 6 - 0 | Aurillac |  |  |

| 1975 | Brive | 35 - 13 | Stade Bagnérais |  |  |

| 1975 | Lourdes | 35 - 13 | Dax |  |  |

| 1975 | Narbonne | 14 - 9 | Lyon |  |  |

| 1975 | Agen | 14 - 9 | Perpignan |  |  |

### Cuartos de final
| 1975 | Béziers | 19 - 4 | Stadoceste |  |  |

| 1975 | Racing | 18 - 7 | Avignon Saint-Saturnin |  |  |

| 1975 | Brive | 14 - 9 | Dax |  |  |

| 1975 | Narbonne | 9 - 8 | Agen |  |  |

### Semifinal
| 1975 | Béziers | 16 - 3 | Dax |  |  |

| 1975 | Brive | 20 - 13 | Narbonne |  |  |

### Final
| 18 de mayo de 1975 | AS Béziers | 13 - 12 | CA Brive | Parc des Princes, Paris |  |
|                    |            | Reporte |          |                         |  |

| Bandera de Francia |
| Campeón AS Béziers |
| Quinto título      |